# Raión de Piatijatki
Raión de Piatijatki (en ucraniano: П'ятихатський район) es un antiguo raión o distrito de Ucrania en el óblast de Dnipropetrovsk. 
Comprende una superficie de 1683 km².
La capital fue la ciudad de Piatijatki.

## Demografía
Según estimación 2010 contaba con una población total de 46455 habitantes.

## Otros datos
El código KOATUU es 1224500000. El código postal 52100 y el prefijo telefónico +380 5651.